# Канольдт, Александр
Александр Канольдт (нем. Alexander Kanoldt; 29 сентября 1881, Карлсруэ, Германия — 24 января 1939, Берлин) — немецкий живописец, профессор Берлинской академии искусств.

## Жизнь и творчество
Канольдт получил художественное образование в Академии изобразительных искусств Карлсруэ в классах Эрнста Шурта и Фридриха Фера (у последнего в 1906—1909). В начале своего творчества художник писал в неоимпрессионистической манере. В 1909 году он, совместно с Кандинским, Явленским, Мюнтер, Верёвкиной и Эрбслё основал «Новое Мюнхенское художественное объединение» (Neue Künstlervereinigung München, N.K.V.M.), ставшее колыбелью для появившейся в 1911 году мюнхенской группы «Синий всадник». За время своего существования «Новое Мюнхенское художественное объединение» организовало три большие выставки произведений своих членов. В 1913 году Канольдт, вместе с такими мастерами, как Явленский, Эрбслё, Клее, Бехтеев и Карл Каспар основали художественную группу «Новый мюнхенский сецессион».
С началом Первой мировой войны Канольдт ушёл на фронт и с 1914 по 1918 год служил офицером в германской армии. После окончания войны он сотрудничал с художником Георгом Шримпфом, став представителем магически-реалистического течения Новая вещественность. Во время длительной поездки по Италии вместе со своим другом Эрбслё художник создавал сложные архитектурные пейзажи. В 1925 году он, вместе с Максом Бекманом, принял активное участие в выставке Новая вещественность.

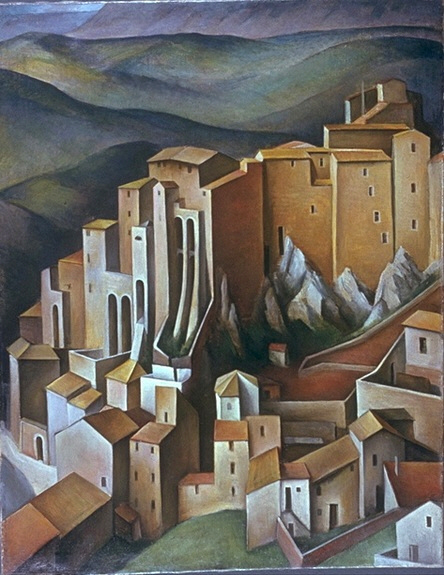
Александр Канольдт: Олевано, 1927

В 1925—1931 годах Канольдт — профессор Государственной академии искусств в Бреслау. В 1927 году он становится членом художественного движения Баденский сецессион и в 1932 — мюнхенской художественной группы «Семёрка» («Die Sieben»). В 1932 году Канольдт вступает в НСДАП. После прихода нацистов к власти в Германии художник стал профессором берлинской Высшей школы искусств и сенатором Прусской академии искусств. В 1936 году он вынужден был оставить берлинскую профессуру по состоянию здоровья. Членство в нацистской партии не избавило художника от нападок — его картины в Германии были объявлены относящимися к дегенеративному искусству и в 1937 году сняты с экспозиций и конфискованы.

## Галерея

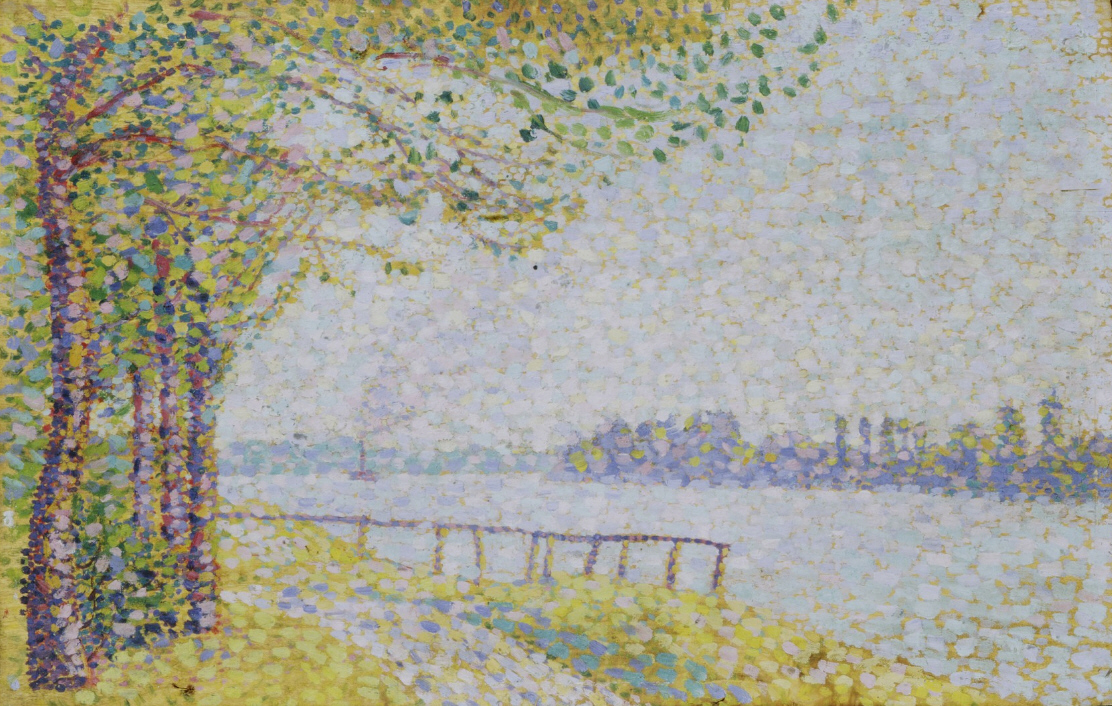
На речном берегу (1907)
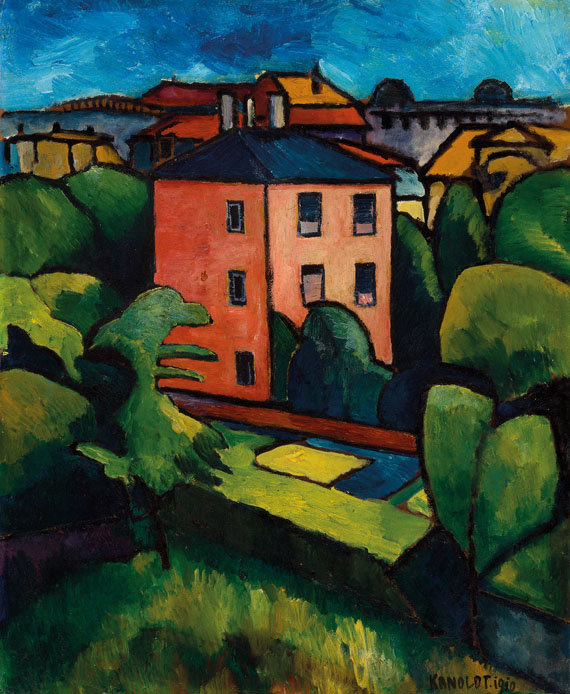
Красный дом (1910)
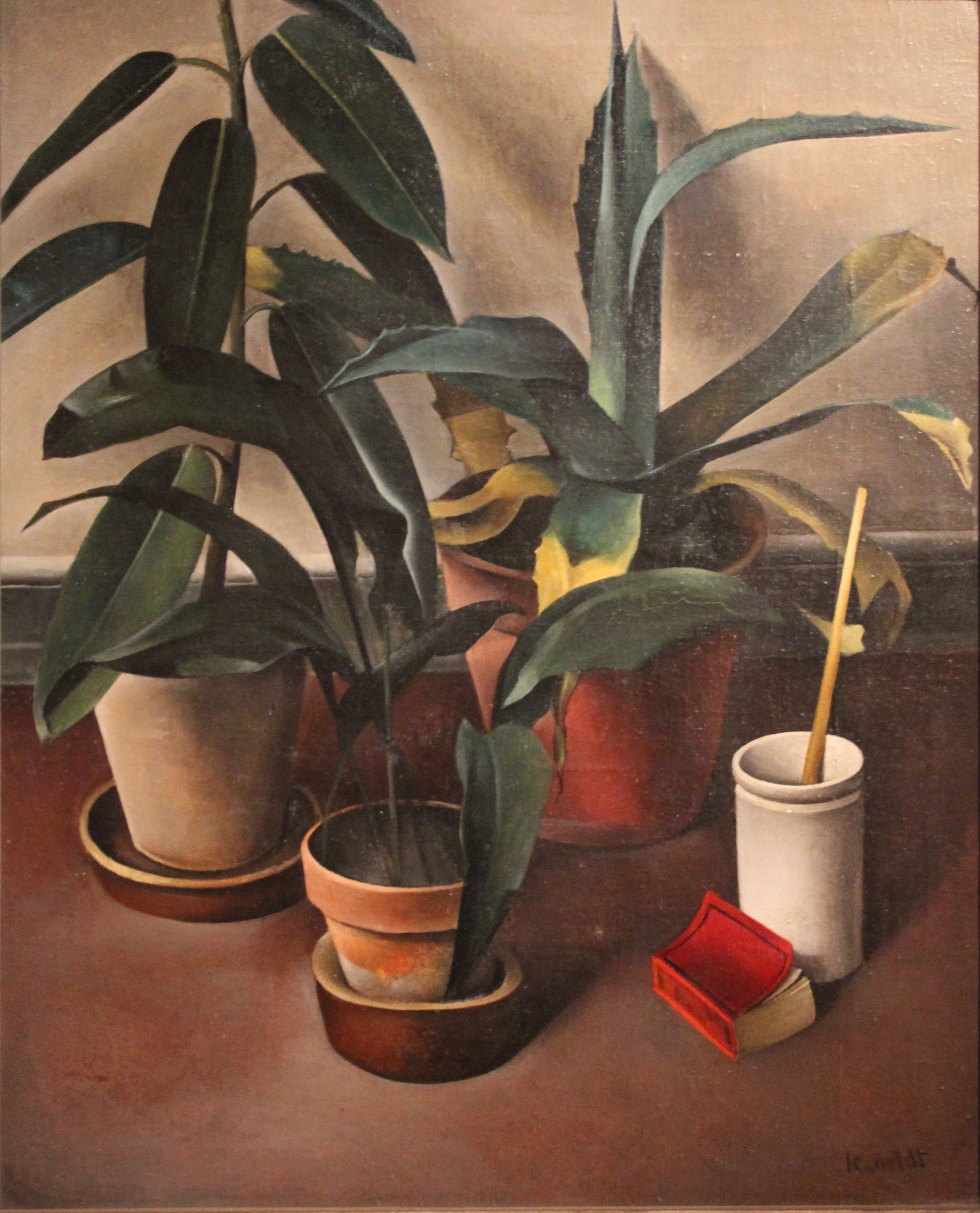
Горшки с цветами (1926)
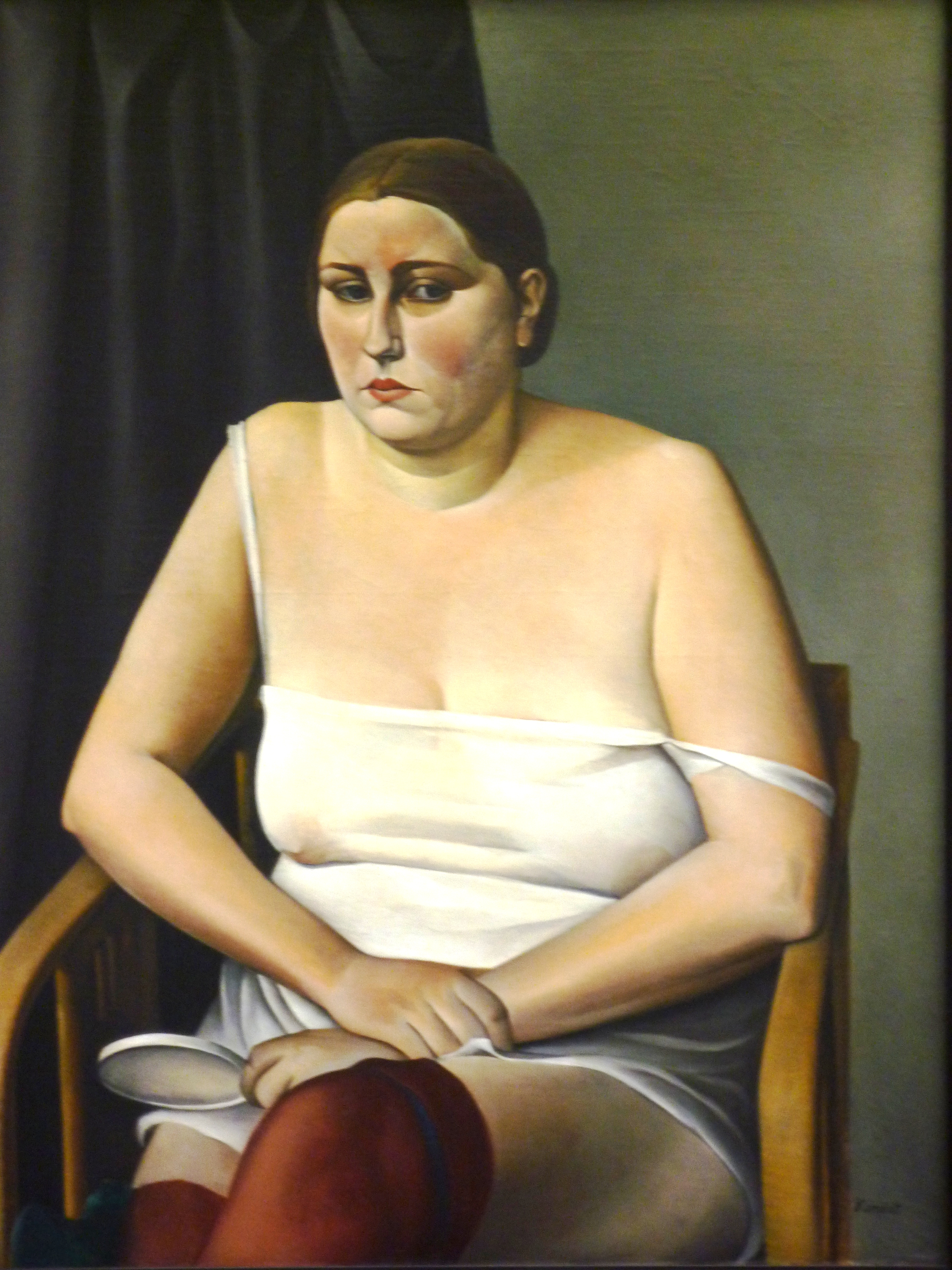
Полуобнажённая (1926)
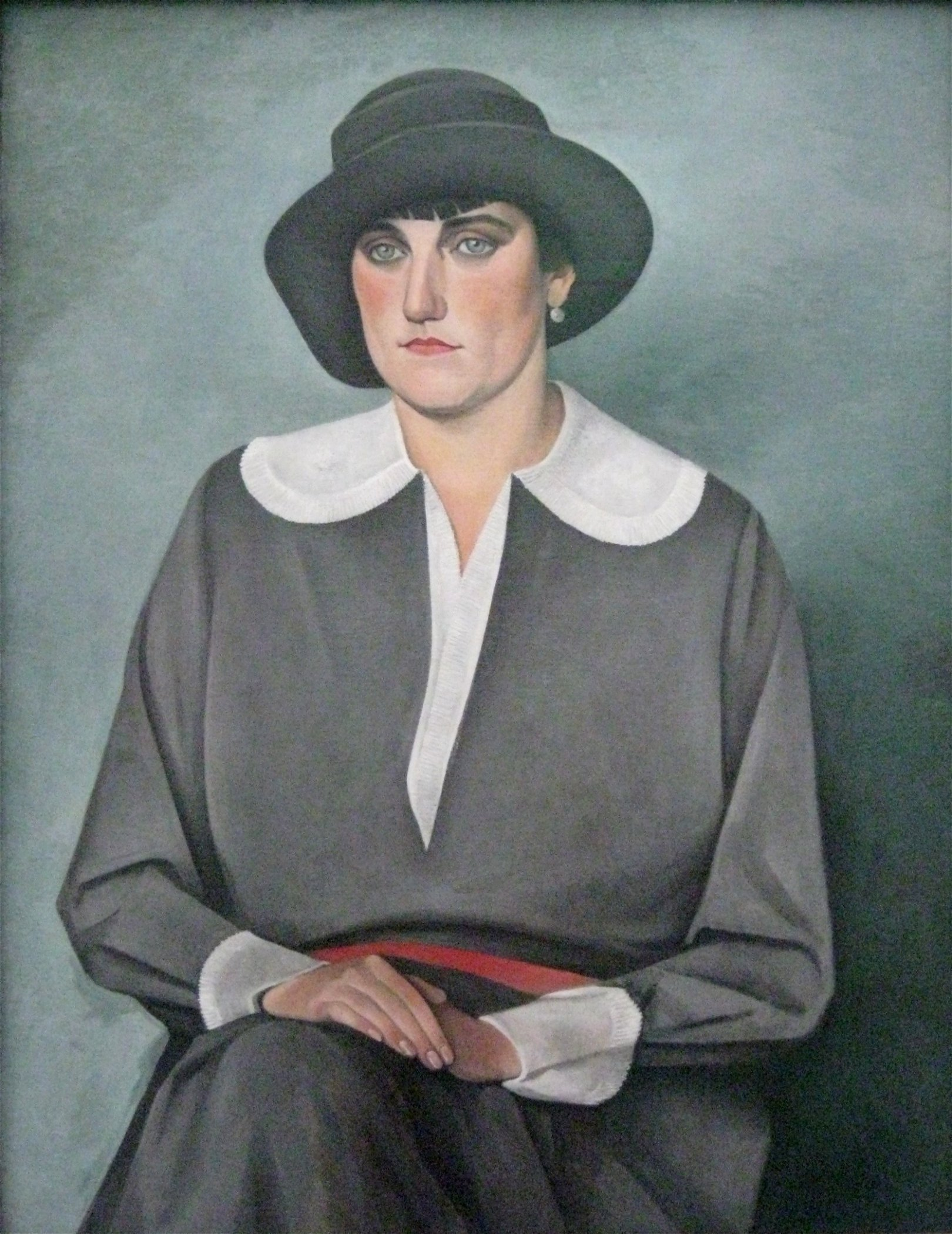
Красный пояс (1929)
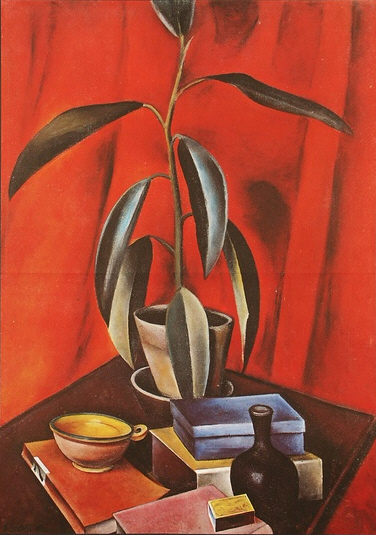
(1923) Натюрморт с каучуковым деревом
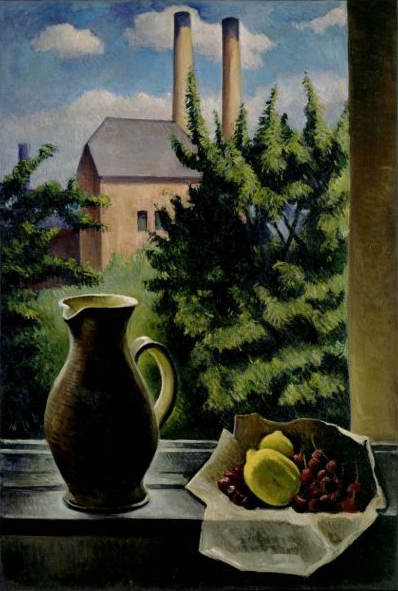
Натюрморт с видом из окна (1936)
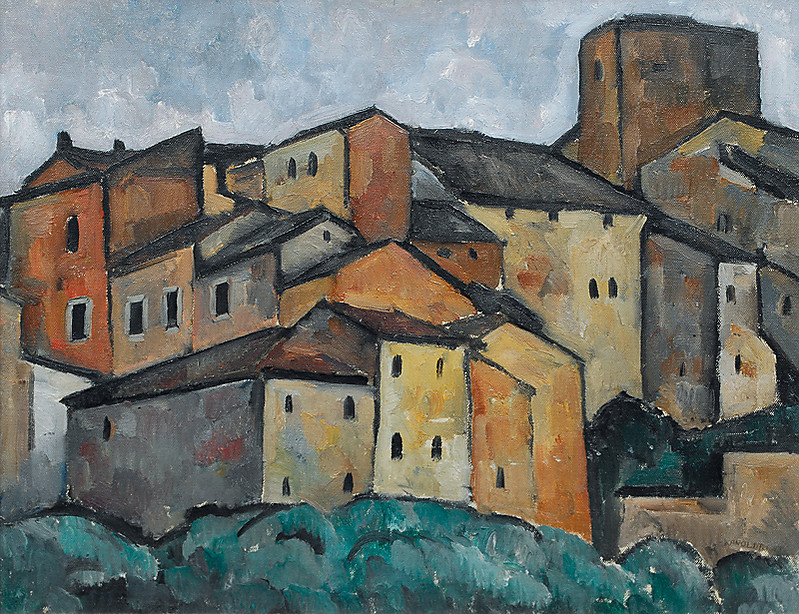
Сан-Джиминьяно (1913)
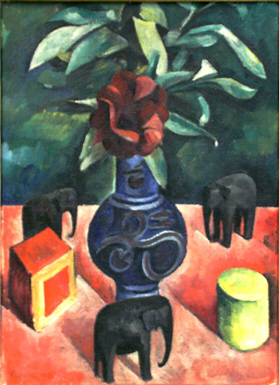
Натюрморт VIII (1919)
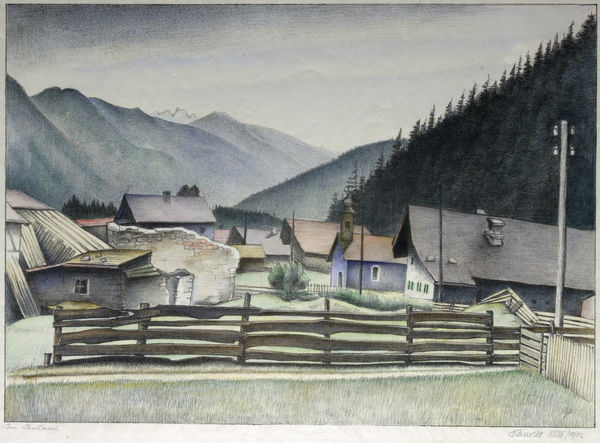
В Лойташе (1939)
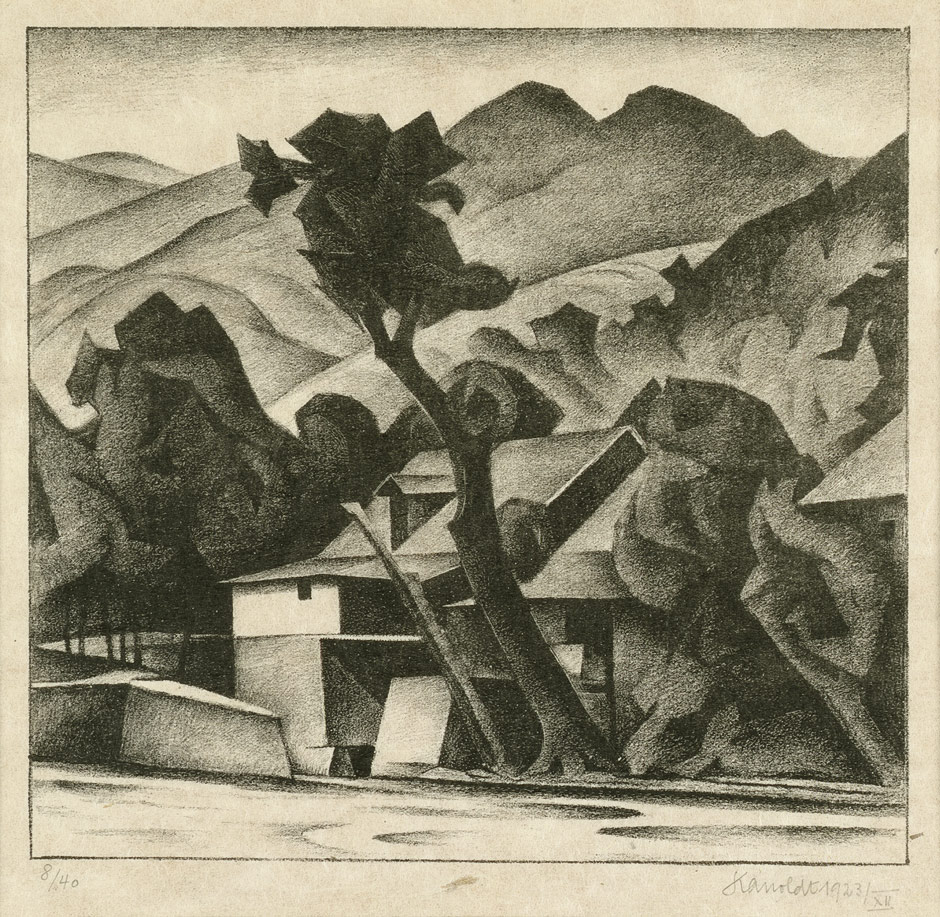
Мельница II (1923)
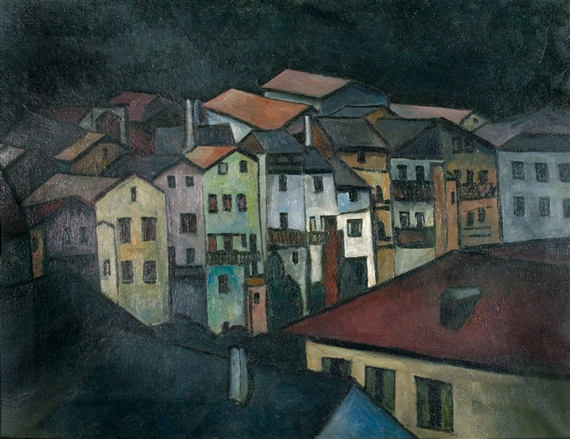
Город в долине II (1920)